# Kleiner Werwolf
Kleiner Werwolf ist ein Kinderbuch von Cornelia Funke. Das Buch erschien zuerst im Jahre 1996.

## Handlung
Das Buch handelt von dem jungen Moritz, genannt Motte, der für seine Schüchternheit und Ängstlichkeit bekannt ist, weswegen er gehänselt wird.
Er lebt bei seinen Eltern und seinem älteren Bruder.
Eines Tages läuft er mit seiner besten Freundin Lina von einem Kinobesuch nach Hause. Sie beschließen eine Abkürzung durch einen dunklen Tunnel zu nehmen, dort begegnen die beiden einem unheimlichen Hund, der Motte in die Hand beißt und flüchtet.
Zu Hause stellt Motte unheimliche Veränderungen fest: Um seine verletzte Hand wachsen Haare, seine Augen werden gelb, seine Zähne werden spitz und seine Stimme beginnt sich zu verändern.
Er wendet sich schnell an Lina, die glaubt, dass sich Motte in einen Werwolf verwandeln wird, da der unheimliche Hund nur ein Wolf gewesen sein kann.
Sie versuchen schnell, ein Gegenmittel zu finden, aber die Verwandlung soll nicht Mottes einziges Problem sein, denn sein Biolehrer wartet auf die Gelegenheit einen echten Werwolf zu fangen und zu präsentieren.

## Kindgerechte Werwolfgeschichte
Kleiner Werwolf ist eine kindgerechte Werwolfgeschichte, die ohne Blutvergießen und sonstige Gruseleffekte auskommt, sondern auch mit einer Portion Humor gespickt ist. Im Gegensatz zu anderen Werwolfbüchern und -filmen verändert sich Motte nur äußerlich, aber im Innern ist er noch der freundliche Junge.

## Ausgaben
- Cornelia Funke: Kleiner Werwolf. arsEdition, München 1996, ISBN 3-7607-3725-0, S. 90.